# 奧丁 (伊利諾伊州)
奧丁（英語：Odin）是位於美國伊利諾伊州馬里昂縣的一個村落。

## 地理
奧丁的座標為38°36′59″N 89°03′19″W / 38.61639°N 89.05528°W，而該地最高點為海拔高度161米（即528英尺）。

## 人口
根據2010年美國人口普查的數據，奧丁的面積為2.60平方千米，當中陸地面積為2.60平方千米，而水域面積為0.00平方千米。當地共有人口1076人，而人口密度為每平方千米413人。